# Casa Brühl
Casa Brühl (Haus Brühl) es una villa de estilo arquitectónico de seguridad nacional que el arquitecto Ernst Walther construyó en Merzenhausen en 1948 y 1949 en nombre del empresario holandés Cornelius Hubert Coenen.

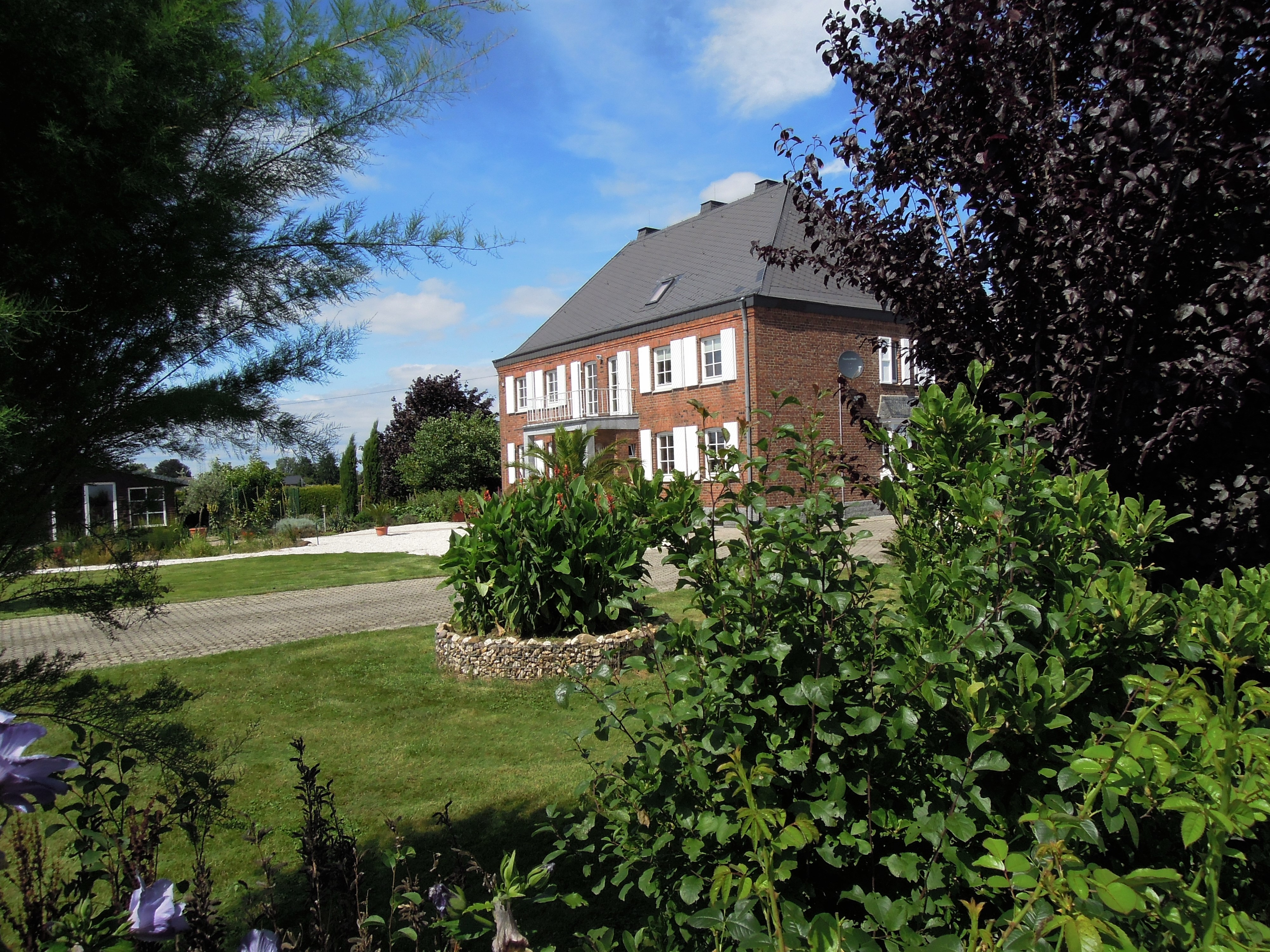
Haus Brühl y el parque (2016)

Haus Brühl es un edificio de ladrillo de dos pisos con un techo alto a cuatro aguas sobre un sótano. El material de construcción es obviamente una reminiscencia de la casa del cliente en los Países Bajos. El frente suroeste del edificio, que se encuentra dentro de un pequeño parque, está diseñado como un lado del espectáculo. Tiene seis ejes con altas ventanas y contraventanas rectangulares de madera; las ventanas del piso superior son más bajas que las del sótano.
Haus Brühl se encuentra en medio de un pequeño parque.
Los dos ejes centrales se acentúan mediante un balcón sostenido por dos pilares y accesible desde el piso superior a través de dos puertas. Debajo del balcón se encuentra la entrada principal con un tramo de escaleras. El resto de las páginas de la casa son menos regulares en su distribución. El diseño de Walther se caracteriza por la elegancia y la precisión. El juego de colores en el material de los ladrillos rojos, la fina cornisa del alero y los arcos rectos de las ventanas son característicos de este.

## Historia de la construcción

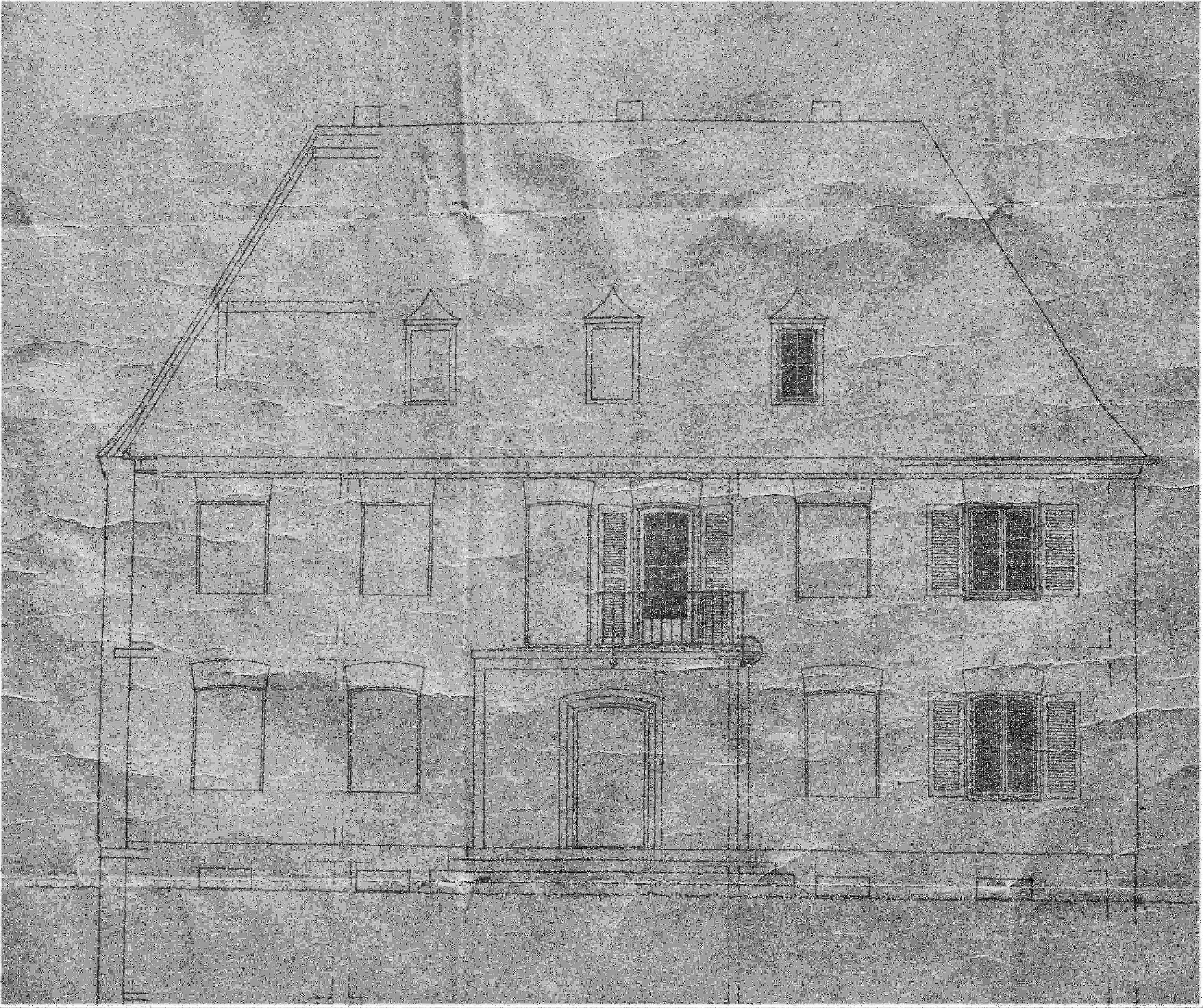
Dibujo de diseño 1948

La arquitectura de Heimatschutz como forma tradicional de modernidad jugó un papel importante en la reconstrucción de las ciudades de Renania que habían sido destruidas por la guerra, especialmente en Jülich. Ernst Walther, graduado de la Universidad RWTH Aachen y representante de la Escuela Aachen, era arquitecto de distrito en Jülich en ese momento. Originalmente, el cliente quería construir un bungaló en el mismo lugar, pero el diseño creado por Ernst Walther para este propósito fue rechazado por la autoridad responsable de la construcción por ser una arquitectura que no era típica del sitio.
Diseño de la fachada principal de Haus Brühl por Ernst Walther (1948)
Haus Brühl se construyó en el sureste de la pequeña aldea de Merzenhausen en el distrito “Brühlsfeld”, del que la casa debe su nombre. La construcción fue realizada por los contratistas Wilhelm Pickartz de Koslar y Gehlen de Barmen. El 5 de febrero de 1948, la Autoridad de Construcción del Distrito de Jülich aprobó el diseño de Walther para una villa con un patio trasero, que no se llevó a cabo en ese momento.
Sin embargo, las autoridades exigieron que el edificio con los cuatro ejes previstos en el lado largo se prolongue en dos ejes y que el garaje de una sola planta se integre en la estructura. Para Walther, esta fue la razón para revisar completamente el diseño de la fachada y la planta.

## Literatura
- Ulrich Coenen: Von Juliacum bis Jülich – Die Baugeschichte der Stadt und ihrer Vororte von der Antike bis zur Gegenwart, 2. Auflage, Aachen 1989.
- Ulrich Coenen: Zwischen den Grenzen. Eine Lebensgeschichte, Aachen/Jülich 1993.
- Ulrich Coenen: Heinz Frey, Merzenhausen. Die Geschichte eines linksrheinischen Dorfes, Aachen 2003.
- Ulrich Coenen: Die Unmöglichkeit einfacher Zuschreibungen. In: Arch+ features 96 (2019) – Rechte Räume. Reaktionen. Onlineversion
- Marco Kieser: Heimatschutzarchitektur im Wiederaufbau des Rheinlandes. = Beiträge zur Heimatpflege im Rheinland. Band 4. Köln 1998.